# Nasty Habits
Nasty Habits és una pel·lícula de comèdia britànica de 1977 dirigida per Michael Lindsay-Hogg, protagonitzada per Glenda Jackson, Melina Merkuri, Geraldine Page, Rip Torn i Susan Penhaligon. Es basa en la novel·la de Muriel Spark The Abbess of Crewe.

## Argument
A la poc coneguda i extremadament rica abadia de Filadèlfia, l'abadessa, germana Hildegard, està morint. Ella desitja que la seva preferida, la germana Alexandra, la succeeixi, però mor uns instants abans que pugui fer públic el seu aval. L'Alexandra conspira amb les germanes Gertrude i Walburga per guanyar les properes eleccions i per derrotar a la seva rival, la germana Felicity, que està mantenint obertament una aventura amb un sacerdot jesuïta, el pare Thomas. L'Alexandra ordena que s'instal·lin micròfons i càmeres ocults per tot el convent, i fins i tot contracta un parell d'estudiants jesuïtes, Gregory i Ambrose, per entrar i robar les cartes comprometedores de Thomas de la caixa de cosir de la germana Felicity. Es descobreix l'agressió, però el significat real es manté ocult i l'Alexandra guanya les eleccions per golejada. Un cop feta abadessa, Alexandra expulsa i excomunica a Felicity, que comença una campanya molt pública per enderrocar l'Alexandra. Al mateix temps, la publicitat porta l'abadia a l'atenció de la Santa Seu, que descobreix que l'orde és no oficial, sense vincles reals amb l'Església Catòlica Romana. Per empitjorar les coses, Gregory i Ambrose fan xantatge a la Gertrude i la Walburga, que envien la pervertida germana Winifred a pagar-los només per fer públic tot l'escàndol.

## Paral·lels a la conspiració Watergate
La pel·lícula i la novel·la original eren una sàtira sobre la presidència de Richard Nixon i l'escàndol Watergate, inclosa la línia de separació d'Alexandra mentre puja a un avió cap a Roma per respondre els càrrecs del Vaticà. Els personatges són paral·lels del gabinet de Nixon i els conspiradors de Watergate.
- Sor Alexandra - Richard Nixon
- Sor Gertrude - Henry Kissinger
- Sor Priora Walburga - H. R. Haldeman
- Sor Winifred - John Dean
- Sor Mildred, mestressa de les novel·les - John Ehrlichman
- Sor Geraldine - Gerald Ford
- Ambrose - E. Howard Hunt
- Gregory - G. Gordon Liddy

## Repartiment
| - Glenda Jackson as Sister Alexandra - Glenda Jackson com a germana Alexandra - Melina Mercouri com a germana Gertrude - Geraldine Page com a germana priora Walburga - Sandy Dennis com a germana Winifred - Anne Jackson com a germana Mildred, mestressa de les novel·les - Anne Meara com a germana Geraldine - Susan Penhaligon com a germana Felicity - Edith Evans com a germana Hildegard | - Jerry Stiller com a P.R. Sacerdot - Rip Torn com el Pare Maximilian - Eli Wallach com a Monsenyor - Harry Ditson com Ambrose - Christopher Muncke com a Gregory - Anthony Forrest com el Pare Thomas - Mike Douglas, Bill Jorgensen, Jessica Savitch i Howard K. Smith com ells mateixos |

## Recepció
Vincent Canby a The New York Times va escriure que Glenda Jackson va tenir el seu millor paper en anys, i que la pel·lícula era "molt divertida", però massa desigual per tenir èxit al final.
La pel·lícula es va estrenar en cinta VHS el 1989 i en DVD el 2014.